# Joseph Lafon de Cayx
Joseph Lafon de Cayx est un homme politique français né le 5 juillet 1778 à Montgesty (Lot) et décédé le 16 novembre 1853 à Luzech (Lot).

## Biographie
Sous-préfet de Castres puis préfet du Tarn, il est député du Lot de 1852 à 1853, siégeant dans la majorité soutenant le Second Empire.
Il épousa Rosalie Bonafous de Crabillé, nièce de Joachim Murat, maréchal de France.

## Sources
- « Joseph Lafon de Cayx », dans Adolphe Robert et Gaston Cougny, Dictionnaire des parlementaires français, Edgar Bourloton, 1889-1891 [détail de l’édition]